# ピトケアン総督

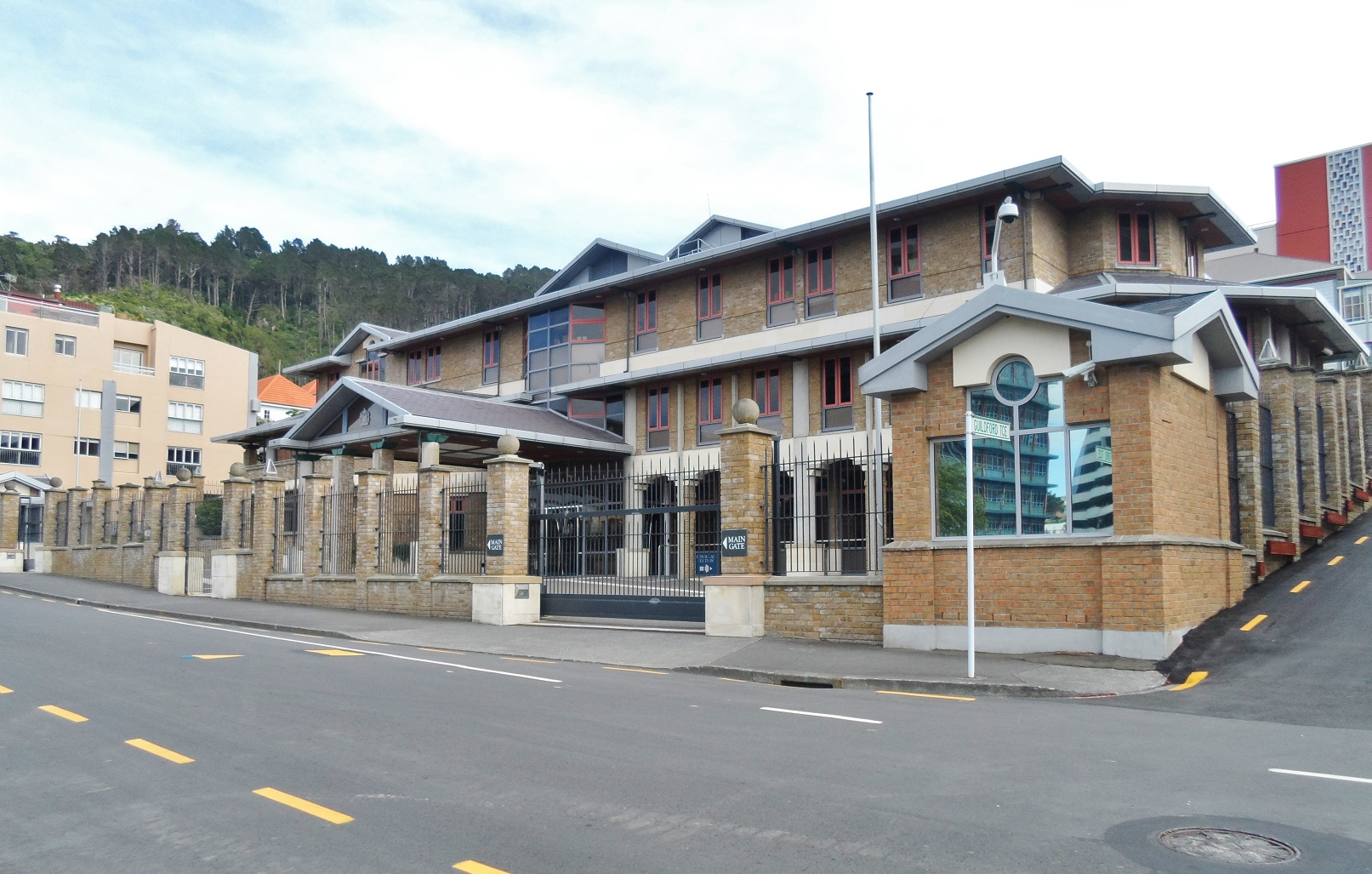
ウェリントンイギリス高等弁務官事務所

ピトケアン総督（ピトケアンそうとく、英: Governor of Pitcairn）は、イギリスの海外領土であるピトケアン諸島の元首たるイギリス国王の代理人である。1970年まではフィジー総督が、1970年10月のフィジー独立以降は在ニュージーランドイギリス高等弁務官が兼務している。
ピトケアン総督の地位は長らく名目上のものであったが、2004年に当地で起きた少女性的暴行事件に際して当時総督であったリチャード・フェルは辞任を拒否した島司スティーブ・クリスチャンを職権で罷免した。

## 1970年以降の一覧
| 任期                                                     | 総督                                 | 備考 |
| -------------------------------------------------------- | ------------------------------------ | ---- |
| 1970年10月10日 - 1973年1月                               | アーサー・ノーマン・ガルスウォーシー |      |
| 1973年1月 - 1975年llデイヴィッド・オーブレイ・スコットll |                                      |      |
| 1976年2月 - 1980年                                       | ハロルド・スメドレイ                 |      |
| 1980年9月 - 1984年                                       | リチャード・ストラットン             |      |
| 1984年7月 - 1987年                                       | テレンス・ダニエル・オーレリー       |      |
| 1987年12月 - 1990年                                      | ロビン・ビャット                     |      |
| 1990年9月 - 1994年                                       | デイヴィッド・モス                   |      |
| 1994年8月 - 1998年2月10日                                | ロバート・アルストン                 |      |
| 1998年4月 - 2001年                                       | マーティン・ウィリアムズ             |      |
| 2001年12月10日 - 2006年4月                               | リチャード・フェル                   |      |
| 2006年5月2日 - 2010年5月18日                             | ジョージ・フェルグスソン             |      |
| 2010年5月19日 - 2010年6月3日                             | マイク・チェレット                   | 代行 |
| 2010年6月3日 - 2014年7月                                 | ヴィクトリア・トレーデル             |      |
| 2014年8月15日 - 2017年12月9日                            | ジョナサン・シンクレア               |      |
| 2017年12月9日 - 2018年1月                                | ロビン・シャッケル                   | 代行 |
| 2018年1月 - 2022年8月9日                                 | ローラ・クラーク                     |      |
| 2022年8月9日 - 現職                                      | イオナ・トーマス                     |      |